# Persone di nome Humberto
| Questa pagina contiene informazioni ricavate automaticamente dalle voci biografiche con l'ausilio del template Bio e di un bot. L'aggiornamento è periodico e automatico e ricostruisce completamente la pagina. Se manca una persona in questa lista, sei pregato di non aggiungerla, ma accertati piuttosto che la sua voce biografica contenga il template Bio e che i dati anagrafici siano correttamente compilati. Se il template Bio manca, inseriscilo tu stesso o, in alternativa, metti l'avviso {{tmp\|Bio}} che ne segnala la mancanza. Se i dati riportati sono sbagliati, correggi direttamente la voce biografica; le modifiche saranno visibili in questa lista entro pochi giorni. Per chiarimenti vedi il progetto antroponimi. La lista contiene solo le 51 persone che sono citate nell'enciclopedia e per le quali è stato implementato correttamente il template Bio. Pagina aggiornata al 16 ott 2024. |

Questa è una lista di persone presenti nell'enciclopedia che hanno il prenome Humberto, suddivise per attività principale.

## Allenatori di calcio(4)
- Humberto Cruz, allenatore di calcio e ex calciatore cileno (Santiago del Cile, n. 1939)
- Humberto Grondona, allenatore di calcio e ex calciatore argentino (n. 1957)
- Humberto Ortiz, allenatore di calcio colombiano (Medellín, n. 1937)
- Alexis Trujillo, allenatore di calcio, dirigente sportivo e ex calciatore spagnolo (Las Palmas de Gran Canaria, n. 1965)

## Antropologi(1)
- Humberto Rodríguez Pastor, antropologo peruviano (Lima, n. 1937)

## Attori(1)
- Humberto Zurita, attore messicano (Torreón, n. 1954)

## Biologi(1)
- Humberto Maturana, biologo e filosofo cileno (Santiago del Cile, n. 1928 - Santiago del Cile, † 2021)

## Calciatori(18)
- Humberto Arguedas, ex calciatore peruviano (Lima, n. 1938)
- Humberto Arrieta, ex calciatore messicano (Durango, n. 1945)
- Benevenuto, calciatore brasiliano (Rio de Janeiro, n. 1903)
- Humberto Coelho, ex calciatore e allenatore di calcio portoghese (Cedofeita, n. 1950)
- Humberto Coloccini, calciatore argentino (n. 1915)
- Humberto Donoso, calciatore cileno (Arica, n. 1938 - † 2000)
- Humberto Elgueta, calciatore cileno (n. 1904 - † 1976)
- Humberto Fernandes, calciatore portoghese (Lisbona, n. 1940 - † 2009)
- Humberto Maschio, calciatore e allenatore di calcio argentino (Avellaneda, n. 1933 - † 2024)
- Humberto Mendoza, ex calciatore colombiano (Bucaramanga, n. 1984)
- Humberto Osorio, calciatore colombiano (Valledupar, n. 1988)
- Humberto Recanatini, calciatore argentino (n. 1898 - † 1964)
- Humberto Rosa, calciatore e allenatore di calcio argentino (Buenos Aires, n. 1932 - Padova, † 2017)
- Humberto Saavedra, calciatore boliviano (n. 1923)
- Humberto Foguinho, ex calciatore brasiliano (Campinas, n. 1978)
- Humberto Suazo, calciatore cileno (San Antonio, n. 1981)
- Humberto Tomassina, calciatore uruguaiano (Montevideo, n. 1898 - Montevideo, † 1981)
- Humberto Tozzi, calciatore brasiliano (São João de Meriti, n. 1934 - Rio de Janeiro, † 1980)

## Cantanti(3)
- Boza, cantante panamense (Panama, n. 1997)
- Tito Larriva, cantante, musicista e attore messicano (Ciudad Juárez, n. 1953)
- Humbe, cantante messicano (Monterrey, n. 2000)

## Cardinali(1)
- Humberto Sousa Medeiros, cardinale e arcivescovo cattolico portoghese (Arrifes, n. 1915 - Boston, † 1983)

## Cavalieri(1)
- Humberto Mariles, cavaliere messicano (Hidalgo del Parral, n. 1913 - Parigi, † 1972)

## Cestisti(1)
- Humberto Camero, ex cestista messicano (n. 1937)

## Compositori(1)
- Humberto Teixeira, compositore e politico brasiliano (Iguatu, n. 1915 - Rio de Janeiro, † 1979)

## Fumettisti(1)
- Humberto Ramos, fumettista messicano (Messico, n. 1970)

## Generali(2)
- Humberto de Alencar Castelo Branco, generale e politico brasiliano (Fortaleza, n. 1897 - Messejana, † 1967)
- Humberto Delgado, generale e politico portoghese (Torres Novas, n. 1906 - Olivenza, † 1965)

## Giocatori di baseball(2)
- Humberto Castellanos, giocatore di baseball messicano (Tepatitlán de Morelos, n. 1998)
- Humberto Mejía, giocatore di baseball panamense (Panama, n. 1997)

## Giocatori di calcio a 5(1)
- Humberto Honorio, giocatore di calcio a 5 brasiliano (San Paolo, n. 1983)

## Giocatori di poker(1)
- Humberto Brenes, giocatore di poker costaricano (Costa Rica, n. 1951)

## Martellisti(1)
- Humberto Mansilla, martellista cileno (Temuco, n. 1996)

## Medici(1)
- Humberto Fernández Morán, medico, inventore e politico venezuelano (Maracaibo, n. 1924 - † 1999)

## Produttori discografici(1)
- Humberto Gatica, produttore discografico e tecnico del suono cileno (Rancagua, n. 1951)

## Pugili(1)
- Humberto González, pugile messicano (Nezahualcóyotl, n. 1966)

## Registi(2)
- Humberto Mauro, regista, sceneggiatore e attore brasiliano (Volta Grande, n. 1897 - Volta Grande, † 1983)
- Humberto Solás, regista e sceneggiatore cubano (L'Avana, n. 1941 - L'Avana, † 2008)

## Rivoluzionari(2)
- Humberto Ortega, rivoluzionario, generale e politico nicaraguense (Managua, n. 1947 - Managua, † 2024)
- Humberto Sorí Marín, rivoluzionario e politico cubano (Cuba, n. 1915 - L'Avana, † 1961)

## Sollevatori(1)
- Humberto Selvetti, sollevatore argentino (Colón, n. 1932 - Wilde, † 1992)

## Velisti(1)
- Humberto Costas, velista spagnolo (Barcellona, n. 1949)

## Wrestler(2)
- Humberto Carrillo, wrestler messicano (Monterrey, n. 1995)
- Angel Garza, wrestler messicano (Monterrey, n. 1992)